# Compound Fracture
Compound Fracture (Brasil: Um Passado Negro ) é um filme de suspense supernatural produzido nos Estados Unidos, dirigido por Anthony J. Rickert-Epstein e lançado em 2013.